# Blikanasaurus
Blikanasaurus is een geslacht van uitgestorven herbivore saurischische dinosauriërs, een basaal lid van de Sauropodomorpha, dat tijdens het Laat-Trias leefde in het gebied van het huidige Zuid-Afrika.
In januari 1962 werden door Christopher E. Gow op Blikana Mountain in Transkei opgravingen verricht. Daarbij werden op 1370 meter hoogte de botten gevonden van een dinosauriër. In 1985 werden die door Peter Malcolm Galton en Jacques van Heerden benoemd en beschreven als de typesoort Blikanasaurus cromptoni. De geslachtsnaam verwijst naar de berg. De soortaanduiding eert de Zuid-Afrikaanse paleontoloog Alfred Crompton die het specimen oorspronkelijk met een zuurbad prepareerde en het toewees aan Melanorosaurus. In 1998 werd de soort door de naamgevers meer gedetailleerd beschreven.
Het holotype SAM K403 is gevonden in een laag van de onderste Elliotformatie die dateert uit het Norien-Rhaetien, ongeveer 204 miljoen jaar oud. Het bestaat uit een gedeeltelijke linkerachterpoot, waarvan het scheenbeen en de voet bewaard zijn gebleven.
Blikanasaurus is een vrij kleine soort. Het scheenbeen heeft een lengte van 376 millimeter. Gregory S. Paul schatte in 2010 de lichaamslengte op vier meter, het gewicht op tweehonderdvijftig kilogram. De achterpoot is robuust gebouwd. Vooral de middenvoet is erg breed. De onderste tarsalia bevinden zich in de enkel aan de binnenzijde. Dit alles wijst op een langzame gang, waarbij de achterpoot gespecialiseerd is om een hoog gewicht te dragen, niet om zo snel mogelijk te rennen. Wellicht dat dit gepaard ging met een overgang van een tweevoetige naar een viervoetige bewegingswijze.
Blikanasaurus werd in 1985 in een eigen Blikanasauridae geplaatst. Dit is geen gangbaar begrip meer. Latere onderzoeken hadden als uitkomst dat de soort zeer basaal in de Sauropoda staat.
Het leefgebied van Blikanasaurus was tamelijk droog.